# 10TV Moldova
10TV a fost  o televiziune din Republica Moldova, lansată în 2016.